# St. Wenzel (Thörey)

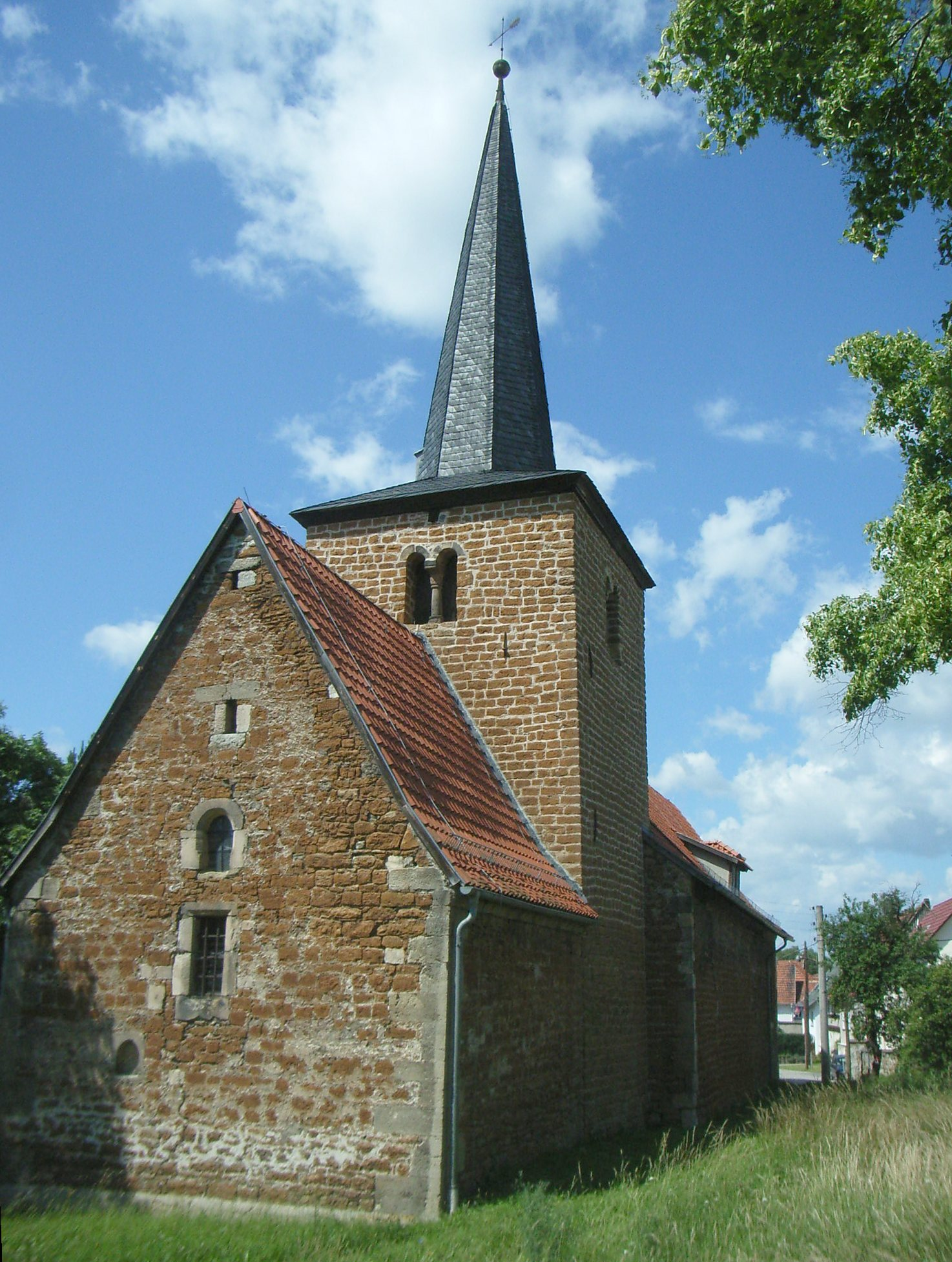
Die Kirche St. Wenzel

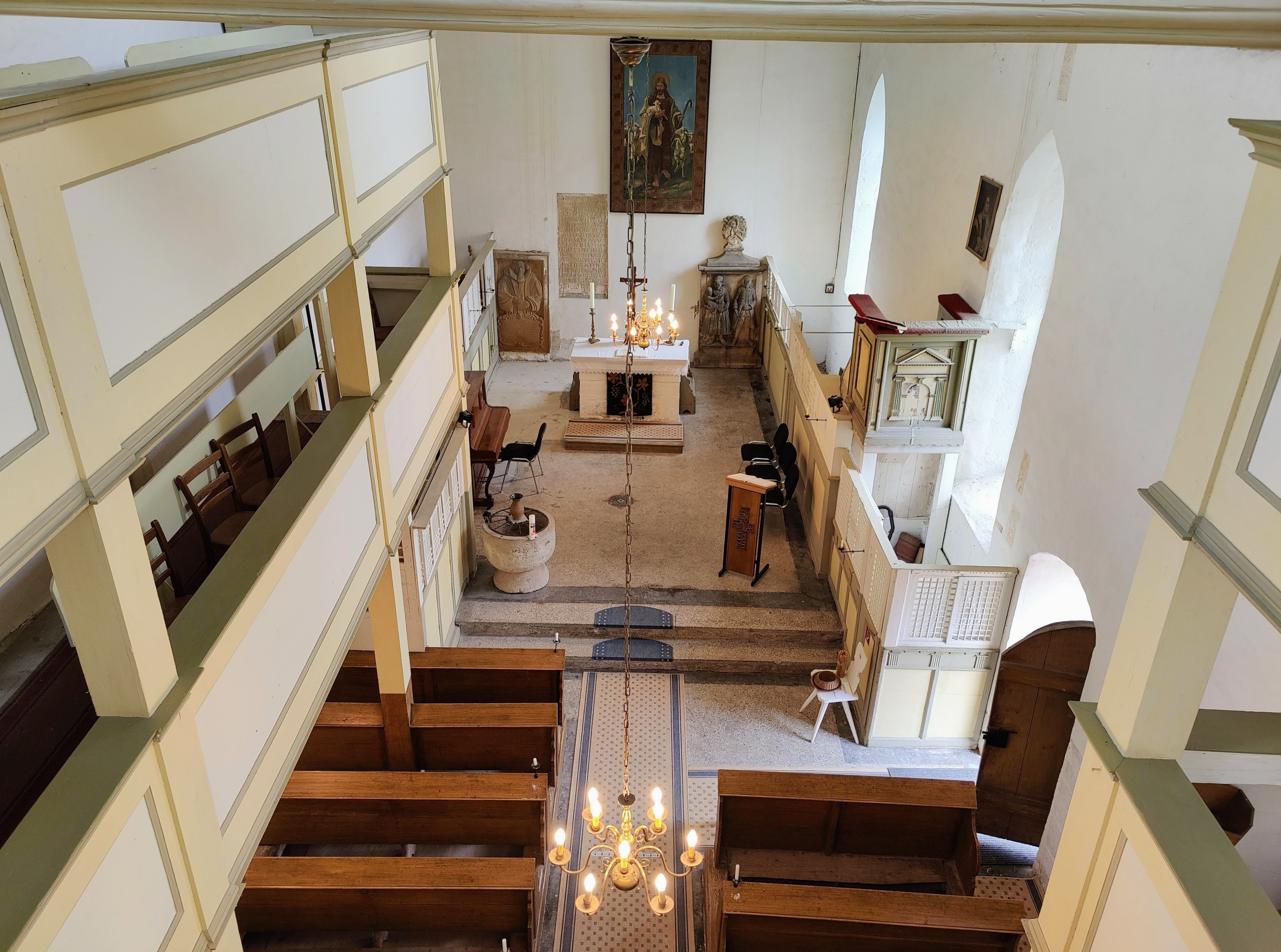
Innenraum (2021)

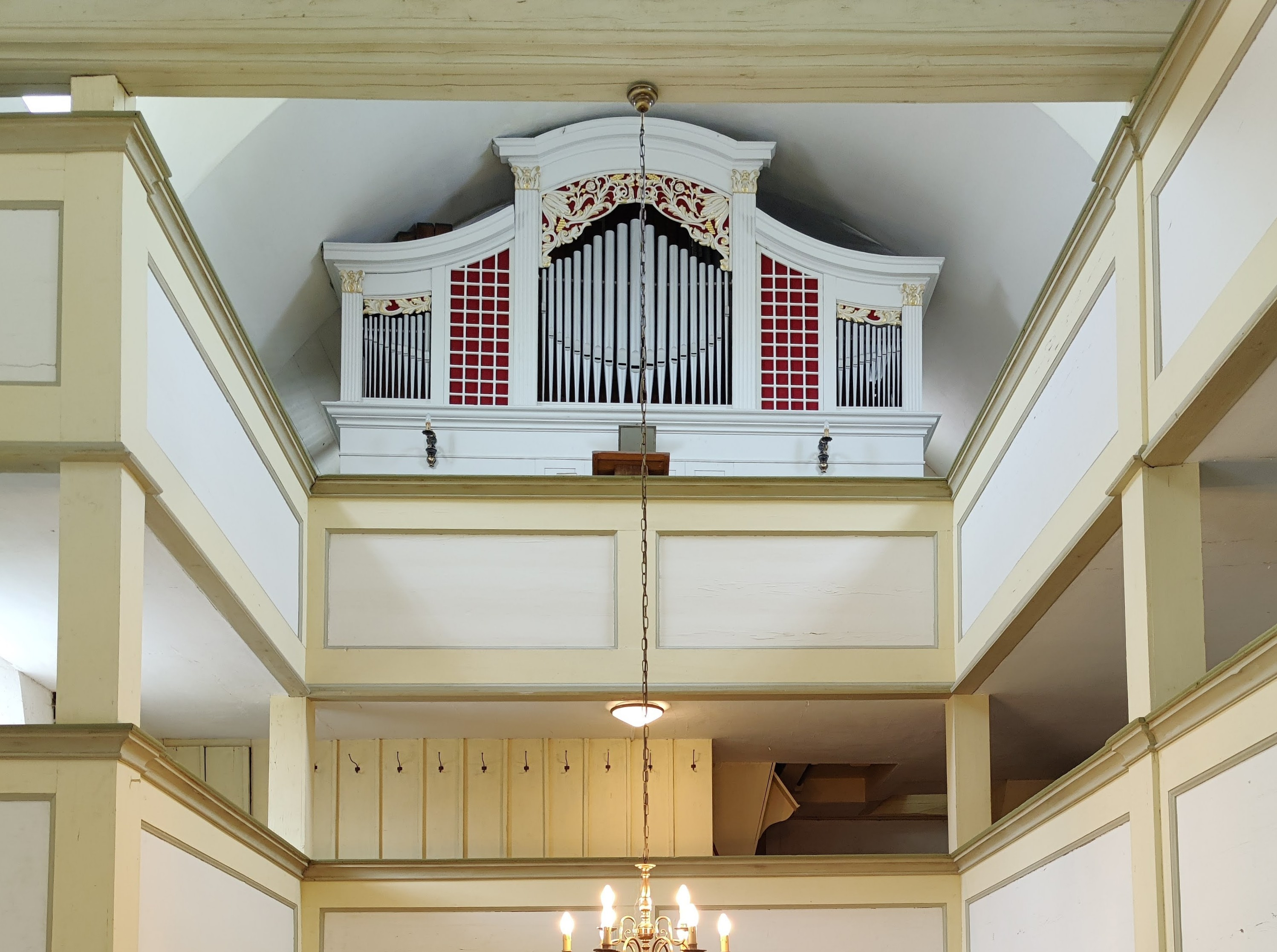
Orgel

Die evangelische Dorfkirche St. Wenzel steht im Ortsteil Thörey der Gemeinde Amt Wachsenburg im Ilm-Kreis in Thüringen. Sie gehört zum Pfarramt Ichtershausen-Holzhausen im Kirchenkreis Arnstadt-Ilmenau der Evangelischen Kirche in Mitteldeutschland.

## Geschichte
Das Jahr der Erbauung ist nicht bekannt. Bekannt ist, dass es eine romanische Bauphase gab. Kirchturm und Apsis wurden 1164 und 1174 erbaut. Die Errichtung der einschiffigen Saalkirche mit Ostchorturm und Rundapsis fand in den Jahren 1164 bis 1174 statt.
Die gotischen Bauphase folgte um 1300  mit der figürlichen Ausmalung im Turm.
In der Spätgotik kam der Anbau des rechteckigen Chors dazu. Untersuchungen im Chor ergaben das Jahr 1435. Mit Abriss der Apsis und  des Chors fand ein großer Umbruch statt. Das Kirchenschiff wurde verlängert, anschließend baute man den zweiten Bogen zur statischen Sicherung ein.
In der Bauphase Renaissance um 1616 wurde das Schiff erhöht und gleichzeitig der Turm vom Schiff getrennt. 1663–1664 ist die Kirche und der Turm ausgebessert worden, als von den Türken und Ungarn verwüstet worden ist.
Die Orgel auf der oberen Empore wurde von Gustav Koch aus Gotha um 1850 erbaut. Sie umfasst 14 Register auf zwei Manualen und Pedal.